# Tábua de integrais
Uma tábua de integrais (ou tabela de integrais) é uma lista que relaciona funções a famílias de antiderivadas apropriadas. Associada às propriedades de integração, tais tabelas são ferramentas de auxílio no cálculo de integrais. Este artigo contém uma tabela de integração para funções comumente utilizadas. Ao longo do texto, {\displaystyle a,c\in \mathbb {R} } são constantes dadas e {\displaystyle C} denota uma constante indeterminada. As fórmulas estão apresentadas sem referência explícita do conjunto para a qual sejam válidas. Mais informações sobre elas, bem como suas demonstrações, podem ser encontradas em livros-texto de cálculo e de compêndios de matemática.

## Propriedades das Integrais Indefinidas
- {\displaystyle \int cf(x)\,dx=c\int f(x)\,dx}
- {\displaystyle \int [f(x)+g(x)]\,dx=\int f(x)\,dx+\int g(x)\,dx}
- {\displaystyle \int f'(x)g(x)\,dx=f(x)g(x)-\int f(x)g'(x)\,dx}

## Integrais Indefinidas de Funções Simples

### Funções Racionais
- {\displaystyle \int x^{n}\,dx={\frac {x^{n+1}}{n+1}}+C\qquad {\mbox{ para }}n\neq -1}
- {\displaystyle \int {\frac {1}{x}}\,dx=\ln {\left|x\right|}+C}[10]
- {\displaystyle \int {\frac {1}{a^{2}+x^{2}}}\,dx={\frac {1}{a}}{\mbox{arc tg }}{\frac {x}{a}}+C}
- {\displaystyle \int {\frac {1}{a^{2}-x^{2}}}dx={\frac {1}{2a}}\ln \left|{\frac {a+x}{a-x}}\right|+C}[11]

### Logaritmos
- {\displaystyle \int \log _{a}x\,dx=x\log _{a}x-{\frac {x}{\ln a}}+C}
- {\displaystyle \int \ln x\,dx=x(\ln x-1)+C}

### Funções Exponenciais
- {\displaystyle \int a^{x}\,dx={\frac {a^{x}}{\ln {a}}}+C}
- {\displaystyle \int e^{x}\,dx=e^{x}+C}

### Funções Irracionais
- {\displaystyle \int {1 \over {\sqrt {a^{2}-x^{2}}}}\,dx={\mbox{arc sen }}{\frac {x}{a}}+C}
- {\displaystyle \int {-1 \over {\sqrt {a^{2}-x^{2}}}}\,dx=\arccos {\frac {x}{a}}+C}
- {\displaystyle \int {\frac {1}{x{\sqrt {x^{2}-a^{2}}}}}dx={\frac {1}{a}}{\mbox{arc sec }}\left|{\frac {x}{a}}\right|+C}
- {\displaystyle \int {\frac {1}{\sqrt {a^{2}+x^{2}}}}dx=\ln |x+{\sqrt {x^{2}+a^{2}}}|+C}
- {\displaystyle \int {\frac {1}{\sqrt {x^{2}-a^{2}}}}dx=\ln |x+{\sqrt {x^{2}-a^{2}}}|+C}
- {\displaystyle \int {\frac {1}{x{\sqrt {a^{2}-x^{2}}}}}dx=-{\frac {1}{a}}\ln \left|{\frac {a+{\sqrt {a^{2}-x^{2}}}}{x}}\right|+C}
- {\displaystyle \int {\frac {1}{x{\sqrt {a^{2}+x^{2}}}}}dx=-{\frac {1}{a}}\ln \left|{\frac {a+{\sqrt {a^{2}+x^{2}}}}{x}}\right|+C}

### Funções Trigonométricas
- {\displaystyle \int \cos {x}\,dx=\operatorname {sen} {x}+C}
- {\displaystyle \int {\mbox{sen }}{x}\,dx=-\cos {x}+C}
- {\displaystyle \int {\mbox{tg }}{x}\,dx=-\ln {\left|\cos {x}\right|}+C}[12]
- {\displaystyle \int {\mbox{cossec }}{x}\,dx=\ln {\left|{\mbox{cossec }}{x}-{\mbox{cotg }}{x}\right|}+C}
- {\displaystyle \int \sec {x}\,dx=\ln {\left|\sec {x}+{\mbox{tg }}{x}\right|}+C}
- {\displaystyle \int {\mbox{cotg }}{x}\,dx=\ln {\left|{\mbox{sen }}{x}\right|}+C}
- {\displaystyle \int \sec {x}{\mbox{tg }}{x}\,dx=\sec {x}+C}
- {\displaystyle \int {\mbox{cossec }}{x}{\mbox{cotg }}{x}\,dx=-{\mbox{cossec }}{x}+C}
- {\displaystyle \int \sec ^{2}x\,dx={\mbox{tg }}x+C}
- {\displaystyle \int {\mbox{cossec}}^{2}x\,dx=-{\mbox{cotg }}x+C}
- {\displaystyle \int {\mbox{sen}}^{2}x\,dx={\frac {1}{2}}(x-{\mbox{sen }}x\cos x)+C}
- {\displaystyle \int \cos ^{2}x\,dx={\frac {1}{2}}(x+{\mbox{sen }}x\cos x)+C}

### Funções Hiperbólicas
- {\displaystyle \int {\mbox{senh }}x\,dx=\cosh x+C}
- {\displaystyle \int \cosh x\,dx={\mbox{senh }}x+C}
- {\displaystyle \int {\mbox{tgh }}x\,dx=\ln(\cosh x)+C}
- {\displaystyle \int {\mbox{cossech}}\,x\,dx=\ln \left|{\mbox{tgh }}{x \over 2}\right|+C}
- {\displaystyle \int {\mbox{sech}}\,x\,dx={\mbox{arctg }}({\mbox{senh }}x)+C}
- {\displaystyle \int {\mbox{cotgh }}x\,dx=\ln |{\mbox{senh }}x|+C}

## Integrais Impróprias[carecede fontes?]
- {\displaystyle \int _{0}^{\infty }{{\sqrt {x}}\,e^{-x}\,dx}={\frac {1}{2}}{\sqrt {\pi }}}
- {\displaystyle \int _{0}^{\infty }{e^{-x^{2}}\,dx}={\frac {1}{2}}{\sqrt {\pi }}}
- {\displaystyle \int _{0}^{\infty }{{\frac {x}{e^{x}-1}}\,dx}={\frac {\pi ^{2}}{6}}}
- {\displaystyle \int _{0}^{\infty }{{\frac {x^{3}}{e^{x}-1}}\,dx}={\frac {\pi ^{4}}{15}}}
- {\displaystyle \int _{0}^{\infty }{\frac {\sin(x)}{x}}\,dx={\frac {\pi }{2}}}
- {\displaystyle \int _{-\infty }^{\infty }{e^{-x^{2}}\,dx}={\sqrt {\pi }}}

## Funções Especiais
- Função gama:  {\displaystyle \Gamma (z)=\int _{0}^{\infty }x^{z-1}\,e^{-x}\,dx}[13]
- Função erro: {\displaystyle {\text{erf}}(x)={\frac {2}{\sqrt {\pi }}}\int _{0}^{x}e^{-t^{2}}dt}
- Logaritmo integral: {\displaystyle {\text{Li}}(x)=\int _{0}^{x}{\frac {dt}{\ln t}}}
- Integral elíptica de primeiro tipo: {\displaystyle F(a,\theta )=\int _{0}^{{\text{sen }}\theta }{\frac {dx}{\sqrt {(1-x^{2})(1-a^{2}x^{2})}}}}
- Seno integral: {\displaystyle {\text{Si}}(x)=\int _{0}^{x}{\frac {{\text{sen }}t}{t}}dt}
- Cosseno integral: {\displaystyle {\text{Ci}}(x)=-\int _{x}^{\infty }{\frac {{\text{cos}}t}{t}}dt}